# Прилуцька полкова сотня
Прилуцькі полкові сотні — територіально-адміністративні і військові одиниці Прилуцького полку Гетьманщини в 17-18 ст.

## Історія
Прилуцька полкова сотня утворилася влітку 1648 року основний військовий підрозділ Прилуцького полку. «Реєстром» 1649 р. була розділена на чотири підрозділи по 100 козаків. Перша називалася Прилуцька полкова і очолював її Кременчуцький Сава. Протягом 1658—1662 pp. існувало дві Прилуцькі сотні, а далі — в основному одна. 1757 р. з території полкової Прилуцької сотні виділено Переволочанську сотню. Прилуцька сотня ліквідована разом з Прилуцьким полком у 1782 р. Її територія увійшла до Пирятинського повіту Київського намісництва.
Сотенний центр: місто Прилуки [Прилука], нині — райцентр Чернігівської області.

## Старшина
СОТНИКИ:
Кременчуцький Сава (1649), Шкуратович Іван (1649). Проценко Омелян (1649). Терещенко Павло (1649). Данилов Іван (1651—1659). Лук'янович Аврам (1661). Тимків Гнат (1661). Тищенко [Тимченко] Сава (1665—1666). Семенов Федір (1669). Григорій Пилипович (1676). Куриленко Юхим (1682). Маценко Євстафій (1683; 1687—1688). Золотаренко Яків Кіндратович (1690—1709). Маркович Іван Маркович (1709—1719). Маркович Федір Маркович (1719—1724). Журавський Федір (1721, нак.). Носенко-Білецький Петро Іванович (1724—1733). Лукомський Степан Степанович (1735—1747). Гуленко Андрій Іванович (1747—1758). Гуленко Павло Андрійович (1760). Носенко-Білецький Юрій [Георгій] Петрович (1760, нак.). Свирський Федір (1767). Гудима Григорій Павлович (1769—1782).
ОТАМАНИ:
Вовченко Малош (1658.10., нак.; 1658. 12.-1663.06.-?), Ніс Іван Яремович (?-1671.09.-1672-?), Низкогляд Михайло (?-1680.11.-?), Висоцький Семен (?-1682.05.-1683.10.-?), Корнієнко Зінець (?-1685.05.-1686. 01.-?), Висоцький Семен (?-1686.05.-10.-?), Михайлович Михайло (?-1688.03.-1691.08.-?), Гречка Тиміш (?-1695.10.-1702.06.-?), Лесенко Гаврило (?-1705.04.-?), Матвійович Григорій (?-1705.05.-1718.02.-?), Журавський Федір (?-1718.08.-?), Миколайович Григорій (?-1719.02.-1722.02.-?), Прокопович Григорій (?-1722.07.-1723.01.-?), Ксензяк Михайло (?-1723.09.-?), Северинович Михайло (?-1723.11.-1727.08.-?), Ничипорович Леонтій (?-1734.25. 02.-1744-?), Самарський Лук'ян, Тишкевич Павло (1762.13.06.-1774-?), Юшкевич-Стаховський (отаман городовий прилуцький: ?-1765), Юшкевич-Стаховський Тиміш (отаман городовий прилуцький: 1765.09.-1779-?), Пищало Дмитро (1778-1779-?).
ПИСАРІ:
Родіонович Андрій (?-1725-?), Бравадський Іван (?-1732-?), Петруша Дмитро (?-1733-?), Щербина Григорій (?-1737.27.03.-?), Древинський Іван (?-1737-1746-?), Грудницький Михайло (1752—1754), Тишкевич Павло (1758.23. 05.-1762.13. 06.), Пляшко Мойсей Максимович (1766—1768), Сахновський Григорій, Палій Іван (1773—1778), Фесенко Йосип (1778-1779-?).
ОСАВУЛИ:
Волков Стефан (?-1725-?), Радченко Сава (?-1732-?), Колотенко Яків (?-1737.28.03.-?), Родіонович Сава (?-1737-1746-?), Фесенко Йосип (1774—1778), Палій Іван (1778-1779-?).
ХОРУНЖІ:
Дембовський Мойсей (?-1725-1753), Кузьменко Ярофій (1753—1758), Пляшко Мойсей Максимович (1764.26. 05.-1766), Голуб Захар (1769-1779-?).

## Населені пункти
Білошапки, село; Боршна, село; Бубнівщина, село; Буди, село; Валки, село; Велика Дівиця, село; Високе, село; Гнилицький хутір; Голубівка, село; Гонзаровщина, слобідка; Дідівці, село; Дубовий Гай, село; Дубовики, хутір; Євтухівщина, хутір; Заїзд, село; Калишівська Гребля, село; Калюжниці, село; Ковтунівка, село; Колісники, село; Красляни, село; Куликівський хутір; Левки, село; Лемешівка, село; Линовиця, село; Ліски, село; Лісові Сорочинці, село; Лукомка, слобідка; Мала Дівиця, село; Малодівицька слобідка; Мамаївка, село; Манжосівка, село; Маціївка, село; Мульки, село; Нежарівська слобідка; Нежарівські хутори; Нова Гребля, хутір; Обичів, село; Обичівська слобідка; Ольшана, село; Пергатівщина, хутір; Переволочна, село; Переволочанська слобідка; Піддубівка, село; Пирогівці, село; Подище, село; Полове, село; Полонки, село; Прилуки, місто; Рибці, село; Рудівка, село; Сезьки, село; Сергіївка, село; Скрильний хутір; Смош, село; Стодольщина, хутір; Стрільники, село; Товкачівка, село; Турівка, село; Урсалка, хутір.
Хутори: Гамаліївського монастиря; Горленка Андрія; Густинського монастиря; біля с. Полонок; біля м. Прилук; Прокоповича Стефана, військового товариша; біля с. Рудівка; Стоянова, підполковника Сербського гусарського полку; Чемелівщина, хутір; Шегусівщина, хутір; Ювківці, село; Яблунівка, село.